# Folkrättsbrott
Folkrättsbrott används på svenska ibland i en bred betydelse som omfattar både statshandlingar och individuella handlingar som strider mot en viktig folkrättsregel. En sådan bred definition av folkrättsbrott verkar ibland felaktig och föråldrad eftersom stater inte anses kunna begå brott i straffrättslig bemärkelse. FN:s folkrättskommission har i tidigare utkast (1980) till traktat om statsansvar utgått från att stater kan begå brott men i sitt slutliga utkast (2001) förkastat denna ståndpunkt.  Samma slutsats framkommer i domen 2007 mellan Bosnien och Serbien-Montenegro vid Internationella domstolen i Haag. Det innebär att stater kan begå överträdelser mot sina folkrättsliga förpliktelser men inte brott i straffrättslig bemärkelse. 

## Straff för folkmord, brott mot mänskligheten och krigsförbrytelser
I svensk lag är folkmord, brott mot mänskligheten och krigsförbrytelser belagda med straff enligt lagen om straff för folkmord, brott mot mänskligheten och krigsförbrytelser. Denna specialstrafflag som kom till efter en översyn av den svenska regleringen av folkrättsbrott  och reglerar det individuella straffansvaret.

### Folkmord
Straff för folkmord döms ut för gärningar som begås i syfte att helt eller delvis förinta en nationell, etnisk eller rasmässigt bestämd eller religiös folkgrupp som sådan. Straffet kan bli fängelse i mellan 4 och 18 år eller på livstid.

### Brott mot mänskligheten
Straff för brott mot mänskligheten döms ut för vissa gärningar som utgör eller ingår i ett led av omfattande eller systematiska angrepp riktade mot grupper av civila. Straffet kan bli fängelse i mellan 4 och 18 år eller på livstid.

### Krigsförbrytelser
Straff för krigsförbrytelser döms ut för
- angrepp mot skyddade personer - såsom sårade, sjuka, skeppsbrutna, krigsfångar, civila, personer skyddade av Genèvekonventionerna eller den allmänna folkrätten
- folkförflyttningar, tvångsrekrytering av medborgare i stater som är motpart i konflikter, frihetsberövande av skyddade personer och krigsfångar
- plundring av, eller i oskäligt stor omfattning förstörelse av, tillägnande sig av eller beslagtagande av egendom
- upphävande av motpartens medborgares rätt till prövning i domstol av civila eller medborgerliga rättigheter
- anfall mot humanitär biståndsinsats eller fredsfrämjande insats i enlighet med FN-stadgan
- anfall mot medicinska enheter, transporter och personal märkta med röda korset eller röda halvmånen eller motsvarande internationella kännetecken[6]
- användande av parlamentärflagga (vit flagga), FN-flaggan, fiendens flagga eller militära beteckningar på ett sätt som leder till död eller allvarlig personskada
- användande av förbjudna stridsmetoder - 
  - anfall mot civilbefolkningen
  - anfall mot byggnader avsedda för religion, undervisning, konst, vetenskap eller välgörande ändamål, historiska minnesmärken, kulturegendom, sjukhus eller uppsamlingsplatser för sjuka och sårade
  - anfall mot städer som inte försvars och inte utgör militära mål
  - anfall mot militära mål som orsakar oproportionerlig skada för civila
  - förrädiskt förfarande
  - hot om att pardon inte kommer att ges
  - användande av skyddade personer som mänskliga sköldar
  - utsvältning genom att undanhålla civilbefolkningen livsnödvändiga förnödenheter
- användande av förbjudna stridsmedel - giftiga vapen, biologiska eller kemiska vapen, eller andra vapen som förorsakar överflödig skada, onödigt lidande eller är urskillningslösa

För krigsförbrytelse av normalfallet är straffet fängelse i högst 6 år. För grovt krigsförbrytelse är straffet fängelse i mellan 4 och 18 år eller på livstid. För grovt brott beaktas särskilt om gärningen ingått som ett led i en plan eller politik eller som en del av en omfattande brottslighet eller om gärningen förorsakat död, allvarlig smärta eller skada eller svårt lidande, omfattande skada på egendom eller synnerligen allvarliga skador på den naturliga miljön.
De flesta krigsförbrytelser gäller endast om gärningen begås i samband med väpnad konflikt eller ockupation. Många av krigsbrotten kan vara brott även i andra fall men med andra rubriceringar och straffskalor.

### Förmans ansvar
Militär eller civil förman är ansvarig för brott som begås av de underlydande som står under förmannens lydnad och effektiva kontroll. En förman måste alltså alltid göra vad som är nödvändigt och skäligt för att förhindra folkmord, brott mot mänskligheten eller krigsförbrytelser. En förman måste också kontrollera att de underlydande inte begår brott och ska, om brott upptäcks, anmäla dessa brott. Ingen är dock skyldig att anmäla sig själv.

### Försök m.m.
För försök, förberedelse eller stämpling till och underlåtenhet att avslöja folkmord, brott mot mänskligheten och krigsförbrytelse döms det till ansvar enligt 23 kap. brottsbalken.

### Jurisdiktion
Svenska domstolar kan pröva folkmord, brott mot mänskligheten och krigsförbrytelser varhelst i världen de har begåtts (universell jurisdiktion).

### Preskription
Folkmord, brott mot mänskligheten och krigsförbrytelser kan inte preskriberas.